# Златко Јанков
Златко Георгијев Јанков (буг. Златко Георгиев Янков; Средец, 7. јун 1966) је бугарски фудбалски тренер и бивши фудбалер. Играо је на позицији дефанзивног везног играча.

## Успеси
Левски Софија
- Прва лига Бугарске (3) : 1992/93, 1993/94, 1994/95.[3]
- Куп Бугарске (3) : 1990/91, 1991/92, 1993/94.[3]

 Бешикташ
- Куп Турске (1) : 1997/98.[4]
- Суперкуп Турске (1) : 1998.[5]
- Премијеров куп  (1) : 1997.[6]